# خوان ايسيدرو جيمنس بيريرا
خوان ايسيدرو جيمنس بيريرا (بالإسبانية: Juan Isidro Jimenes) (و. 1846 – 1919 م) هو سياسي من جمهورية الدومينيكان ولد في سانتو دومينجو.